# Mach (Mondkrater)
Mach ist ein großer Mondkrater auf der Mondrückseite.
Der Krater wurde 1970 von der IAU nach dem österreichischen Physiker, Philosophen und Wissenschaftstheoretiker Ernst Mach benannt.
| Buchstabe | Position            | Durchmesser | Link |
| --------- | ------------------- | ----------- | ---- |
| H         | 14,94° N, 143,93° W | 40 km       |      |